# Lomtjärnen (Skogs socken, Hälsingland, 677731-156553)
Lomtjärnen är en sjö i Söderhamns kommun i Hälsingland och ingår i Ljusnan-Skärjåns kustområde.